# Ormoy (Yonne)
Ormoy è un comune francese di 689 abitanti situato nel dipartimento della Yonne nella regione della Borgogna-Franca Contea.

## Società

### Evoluzione demografica
Abitanti censiti